# FC VSS Košice
Football Club VSS Košice – nieistniejący słowacki klub piłkarski. Siedziba klubu mieściła się w Koszycach.

## Historia
Chronologia nazw:
- 1952: TJ Spartak VSS Košice
- 1956: TJ Spartak Spoje Košice - po fuzji z Spoje Košice
- 1957: TJ Jednota Košice - po fuzji z Slavoj Košice i Slovan Košice
- 1962: TJ VSS Košice
- 1979: ZŤS Košice
- 1990: ŠK Unimex Jednota VSS Košice
- 1992: 1. FC Košice - po fuzji z TJ VSZ Košice
- 2004: MFK Košice - po fuzji ze Steel Trans Licartovce
- 2015: FC VSS Košice

Piłkarski klub TJ Spartak VSS Košice został założony w Koszycach w 1952 roku na bazie klubu Jednota Košice, który powstał w 1945 w wyniku fuzji trzech miejscowych klubów: Kassai AC, Kassai Törekvés i ČsŠK. Klub wielokrotnie zmieniał nazwy. Do 1992 funkcjonował o nazwach Spartak, Jednota, VSS, ZŤS, Unimex Jednota VSS. Następnie występował pod nazwami: 1. FC Koszyce, a od 2004 r. jako MFK Košice. Dwukrotnie był mistrzem Słowacji, raz zdobył Puchar Czechosłowacji. Brał też udział w Lidze Mistrzów jako pierwszy klub ze Słowacji. W 2015 przyjął nazwę FC VSS Košice.
27 lipca 2017 ogłoszono rozwiązanie klubu z powodów finansowych.

## Sukcesy
- Puchar Słowacji (2x): 2008/2009, 2013/2014

## Europejskie puchary
Legenda do wszystkich tabel:
- Q – runda eliminacyjna, 1/16, 1/8, 1/4, 1/2 – odpowiednia faza rozgrywek, Grupa – runda grupowa, 1r gr – pierwsza runda grupowa, 2r gr – druga runda grupowa, F – finał, R – runda, PO – play-off
- k. – rzuty karne, los. – losowanie, Dogr. – dogrywka, w. – zasada bramek strzelonych na wyjeździe

| Sezon   | Rozgrywki                 | Runda    | Klub                | Dom | Wyjazd | Ogólnie    |
| ------- | ------------------------- | -------- | ------------------- | --- | ------ | ---------- |
| 1971/72 | Puchar UEFA               | 1R       | Spartak Moskwa      | 2–1 | 0–2    | 2–3        |
| 1973/74 | Puchar UEFA               | 1R       | Budapest Honvéd     | 1–0 | 2–5    | 3–5        |
| 1993/94 | Puchar Zdobywców Pucharów | Q        | FK Žalgiris         | 2–1 | 1–0    | 3–1        |
| 1993/94 | Puchar Zdobywców Pucharów | 1R       | Beşiktaş JK         | 2–1 | 0–2    | 2–3        |
| 1995    | Puchar Intertoto          | Grupa 10 | Wimbledon           | 1–1 |        | 2. miejsce |
| 1995    | Puchar Intertoto          | Grupa 10 | Beitar Jerozolima   |     | 5–3    | 2. miejsce |
| 1995    | Puchar Intertoto          | Grupa 10 | Royal Charleroi     | 3–2 |        | 2. miejsce |
| 1995    | Puchar Intertoto          | Grupa 10 | Bursaspor           |     | 1–1    | 2. miejsce |
| 1995/96 | Puchar UEFA               | Q        | Újpest              | 0–1 | 1–2    | 1–3        |
| 1996/97 | Puchar UEFA               | 1Q       | KS Teuta            | 2–1 | 4–1    | 6–2        |
| 1996/97 | Puchar UEFA               | 2Q       | Celtic F.C.         | 0–0 | 0–1    | 0–1        |
| 1997/98 | Liga Mistrzów             | 1Q       | Akraness            | 3–0 | 1–0    | 4–0        |
| 1997/98 | Liga Mistrzów             | 2Q       | Spartak Moskwa      | 2–1 | 0–0    | 2–1        |
| 1997/98 | Liga Mistrzów             | Grupa B  | Manchester United   | 0–3 | 0–3    | 4. miejsce |
| 1997/98 | Liga Mistrzów             | Grupa B  | Juventus F.C.       | 0–1 | 2–3    | 4. miejsce |
| 1997/98 | Liga Mistrzów             | Grupa B  | Feyenoord           | 0–1 | 0–2    | 4. miejsce |
| 1998/99 | Liga Mistrzów             | 1Q       | Cliftonville        | 8–0 | 5–1    | 13–1       |
| 1998/99 | Liga Mistrzów             | 2Q       | Brøndby             | 0–2 | 1–0    | 1–2        |
| 1998/99 | Puchar UEFA               | 1R       | Liverpool           | 0–3 | 0–5    | 0–8        |
| 2000/01 | Puchar UEFA               | 1Q       | Ararat Erywań       | 1–1 | 3–2    | 4–3        |
| 2000/01 | Puchar UEFA               | 1R       | Grazer AK           | 2–3 | 0–0    | 2–3        |
| 2009/10 | Liga Europy               | 3Q       | FK Slavija Sarajewo | 3–1 | 2–0    | 5–1        |
| 2009/10 | Liga Europy               | PO       | AS Roma             | 3–3 | 1–7    | 4–10       |
| 2014/15 | Liga Europy               | 2Q       | Slovan Liberec      | 0–1 | 0–3    | 0–4        |